# Megan Gale
BMegan Kate Gale (n. 7 august 1975, Perth, Australia de Vest, Australia) este un fotomodel din Australia.